# Socii navales

Les socii navales de Rome lors du commencent de la première guerre punique en 264 av. J.-C.

Socii navales ou « alliés navals » étaient une classe de la socii ou feoderati (alliés) de Rome, qui fournissait un soutien naval. Un grand nombre d'entre eux étaient des cités grecques de la Sicile et de la Grèce continentale. Ils ont souvent été utilisés pour augmenter la flotte principale, souvent avec des navires plus légers que ceux des Romains ou de leurs adversaires, comme des trirèmes ou des pentécontères. Le nombre de navires fournis par les socii navales est contesté, certains disent qu'en 260 avant Jésus-Christ 42 navires ont été fournis, d'autres argumentent plutôt en faveur de 12 navires en 210 avant Jésus-Christ et pensent qu'aux environs de 195, le nombre d’embarcations fournies avait atteint 25. Les hommes fournis par les socii navales étaient des marins et des rameurs.

## Histoire
Lors de campagnes navales, notamment en Sicile et particulièrement à partir de 215 avant Jésus-Christ, il y eut un grand nombre de déserteurs parmi les équipages des socii navales. Tite-Live raconte que lors du siège de Corinthe, les Romains durent faire face à un "grand nombre" de transfuges italiens, qui comptaient dans leurs rangs deux types de soldats : "Les uns étaient passés de l'armée d'Hannibal dans les rangs des Macédoniens, parce qu'ils redoutaient la vengeance des Romains; les autres étaient des soldats de marine [traduction discutable de "navales socii" ], qui avaient naguère abandonné leurs vaisseaux pour accepter un service dont ils espéraient plus d'honneur."

## Cité appartenant à la classe dessocii navales
- Cumes[8]